# Frédérick Bousquet
Frédérick Bousquet (n. 8 aprilie 1981, Perpignan, Franța) este un înotător francez, medaliat olimpic. A participat la 4 ediții ale Jocurilor Olimpice (2000, 2004, 2008, 2016) în care a câștigat o medalie de argint.